# Anne Grete Hilding
Anne Grethe Hilding (født Christensen, 21. februar 1924 i København, død 27. januar 2007) var en dansk skuespiller.
Anne Grete Hilding blev uddannet fra De Frederiksbergske Teatres Elevskole og debuterede under elevtiden som Lisbeth i Erasmus Montanus. Gennem fire år var hun tilknyttet Aarhus Teater, men vendte tilbage til hovedstaden og var ansat ved bl.a. Nygade Teatret, Nørrebros Teater, ABC Teatret og Dansk Skolescene, ligesom hun ofte medvirkede i Radioteatret. 
Hun var gift med skuespiller Knud Hilding og er begravet på Søllerød Kirkegård.
Hun nåede også at blive anerkendt for sin malerkunst. I 1976 startede hun med at udstille olie- og akvarelmalerier som autodidakt. Hun blev anerkendt og blåstemplet som billedkunstner, da hun to gange udstillede på Charlottenborg Efterårsudstilling og var med i kunstnersammenslutningen Charlottenborg malerne helt frem til sin død.  Hun udstillede mange steder i Danmark og i et utal af kunstforeninger.[kilde mangler]

## Filmografi
- Op med lille Martha (1946)
- Vesterhavsdrenge (1950)
- Kærlighedsdoktoren (1952)
- Kriminalsagen Tove Andersen (1953)
- Kongeligt besøg (1954)
- Himlen er blå (1954)
- Far laver sovsen (1967)
- Romantik på sengekanten (1973)
- Da Svante forsvandt (1975)
- Sømænd på sengekanten (1976)
- En by i provinsen (tv-serie, 1977-1980)
- Kurt og Valde (1983)
- Ved vejen (1988)